# マティアス・ヤーコプ・シュライデン

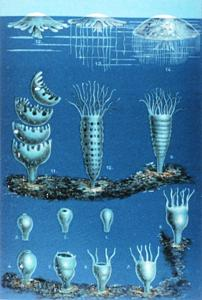
シュライデンによる様々なクラゲの図

マティアス・ヤーコプ・シュライデン（ドイツ語: Matthias Jakob Schleiden、1804年4月5日 − 1881年6月23日）は、神聖ローマ帝国（現ドイツ）ハンブルク出身の植物学者、生物学者。元々は弁護士であった。

## 業績
1838年にシュライデンと同じくフンボルト大学ベルリンで研究していた同国出身の動物学者テオドール・シュワンと知り合い、シュワンと食事をしていた所、植物の細胞の話になり、お互い「あらゆる生物は細胞から成り立っている」と言う意見が一致した。シュライデンは同年1838年に論文『植物発生論（Beiträge zur Phytogenesis）』の中で「植物は独立した細胞の集合体」であるとして植物の細胞説を、シュワンは1839年に論文『動物及び植物の構造と成長の一致に関する顕微鏡的研究』で動物の細胞説を提唱し、こんにち呼ばれる「細胞説」の提唱者として名高い。
その他の業績に、従来の乾燥標本による分類学的植物学に強く反対し、植物学研究に顕微鏡などの物理学的、化学的な機械器具の導入を主張した業績でも名高い。
小惑星番号37584の小惑星シュライデン (小惑星)に名を残している。

## 生涯
1804年4月5日、ハンブルクに生まれる。シュライデンの父は地元ハンブルクでは著名な医師であった。大学はルプレヒト・カール大学ハイデルベルクへ進学し、1826年に法律の博士号を修得した。学位を修得後ハンブルクに戻り、弁護士として生計を立てようとするものの成功せず、失意の末1832年にピストルで自殺未遂を起こしている。
自殺未遂を悔い改めて、その後は自然科学に興味を示し、ゲオルク・アウグスト大学ゲッティンゲンで医学を修めた。ゲッティンゲン大学に飽きたらず、フンボルト大学ベルリンでも植物学を勉強していたシュライデンは1838年に同じくフンボルト大学ベルリンで研究していたシュワンと知り合い、シュワンと食事をしていた所、植物の細胞の話になり、お互い「あらゆる生物は細胞から成り立っている」と言う意見が一致した。シュライデンは同年1838年に論文『植物発生論（Beiträge zur Phytogenesis）』の中で「植物は独立した細胞の集合体」であるとして植物の細胞説を、シュワンは翌年の1839年に論文『動物及び植物の構造と成長の一致に関する顕微鏡的研究』で動物の細胞説を提唱し、こんにち呼ばれる「細胞説」の提唱者となった。
1839年からはフリードリヒ・シラー大学イェーナで植物学の助教授となり、1850年から1862年まで同大学の正式な教授として教鞭を執ったが、この時シュライデンは「核が成長して細胞になる」といった誤った発表も行っていた。
1863年から翌年の1864年までドルパート大学に招かれて植物学の教授を務めた。
その後は職を退きドレスデンをはじめ各地を転々とし、最後はフランクフルト・アム・マインに住んで文筆活動を行った。 1881年6月23日に同地で死去した。77歳没。晩年は哲学や歴史学に関心を持ち、同国出身の哲学者ヤーコプ・フリードリヒ・フリースに影響を与えている。